# Rosa Maria Malet i Ybern

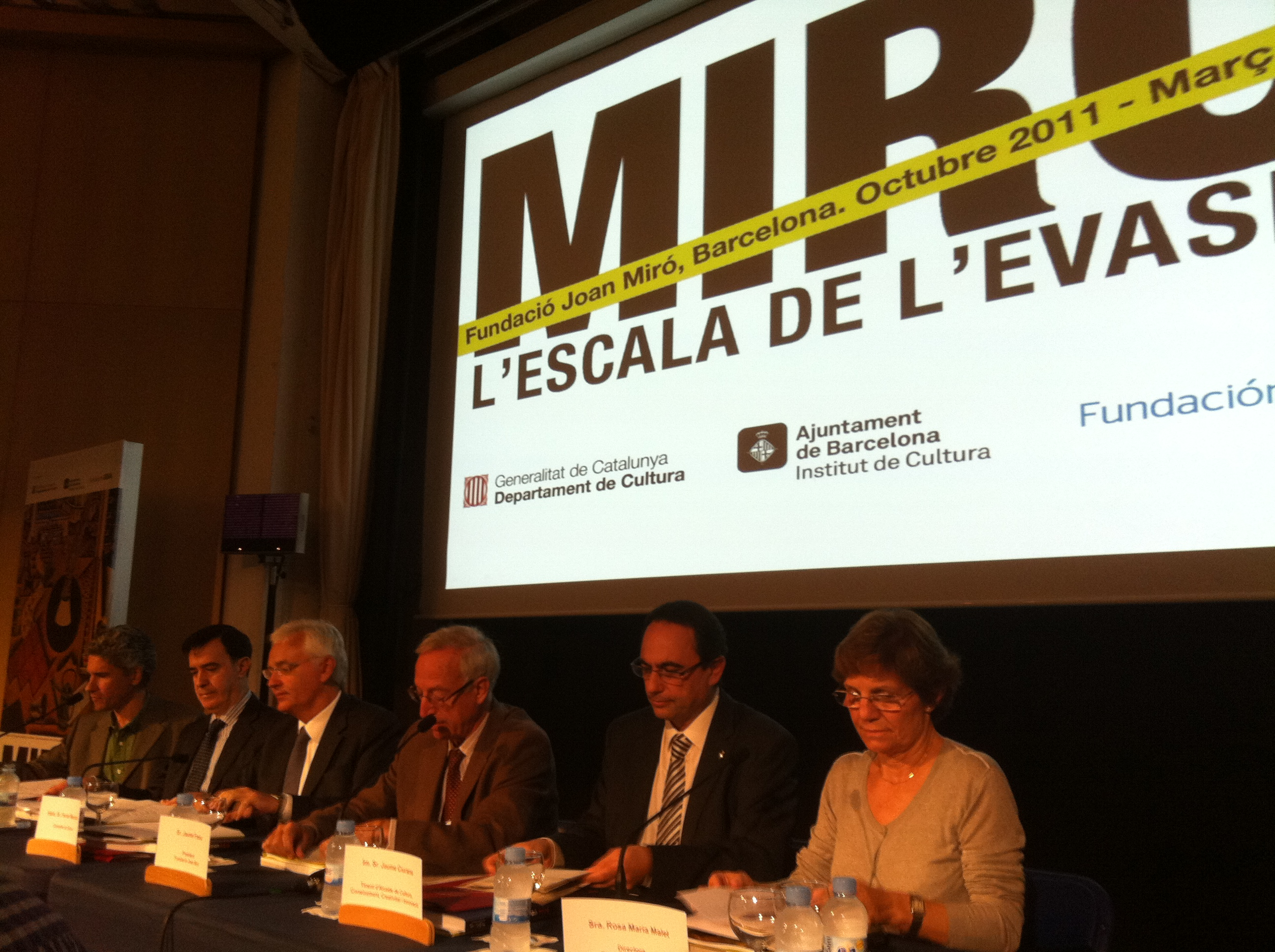
Roda de premsa de presentació de l'exposició «Joan Miró. L'escala de l'evasió», amb Rosa Maria Malet a la dreta.

Rosa Maria Malet i Ybern (Badalona, 1948) és historiadora de l'art i va dirigir la Fundació Joan Miró de Barcelona des del 1980 fins que es va jubilar, el 2017.

## Trajectòria professional
El 1975 es va llicenciar en Filosofia i Lletres, especialitant-se en Història de l'Art a la Universitat de Barcelona. Va descobrir l'obra de Joan Miró el 1968, durant l'exposició de la seva obra que es va fer a l'Hospital de la Santa Creu de Barcelona i que Malet descriu com "un descobriment i un gran esdeveniment". Va començar a treballar a la Fundació Joan Miró el mateix any de la seva creació, el 1975, com a ajudant de conservadora, i poc després com a conservadora. Va fer el registre de les obres dels fons de la Fundació. A casa de Joan Miró, va treballar en l’ordenació i registre del fons d’obra gràfica que l’artista tenía destinat als seus hereus. El 1980 va esdevenir la Directora de la Fundació Joan Miró.
L’any 2016 va ser guardonada per la seva trajectòria professional per l'Associació de Museòlegs de Catalunya.
És membre del Comité ADOM (Association pour la Défénse de l’Oeuvre de Miró) i, com a tal, responsable d’emetre els certificats d’autenticitat de l’obra gràfica de Miró.
El seu treball al capdavant de la Fundació Joan Miró fou reconegut el març de 2017 pel govern francès, que la guardonà amb la insígnia de cavaller de l'Orde Nacional del Mèrit, una de les distincions més importants que es concedeixen a França a persones de qualsevol lloc del món que han destacat pel seu treball en qualsevol àmbit. En el cas de Malet, aquest reconeixement li fou concedit pel seu treball a favor de l'art contemporani i de la difusió de la llengua i cultura franceses.
El 2018 va rebre la Creu de Sant Jordi "com a degana en la direcció dels museus barcelonins".

## Exposicions rellevants
Ha organitzat diverses exposicions sobre Joan Miró, entre altres:
- Joan Miró. 1893-1993, commemorativa del centenari de l'artista. Fundació Joan Miró, Barcelona (1993)
- Miró en escena, Fundació Joan Miró, Barcelona (1994-95)
- Joan Miró: equilibri a l'espai, Fundació Joan Miró, Barcelona (1997)[8]
- Joan Miró. Sentiment, emoció, gest, Fundació Joan Miró, Barcelona (2006-07)

Així com exposicions relacionades amb l’art contemporani, entre altres:
- Marcel Duchamp, Fundació Joan Miró, Barcelona (1984)
- Peter Greenaway. L’aventura d’Ícar, Fundació Joan Miró, Barcelona (1997)
- Mark Rothko, Fundació Joan Miró, Barcelona (2001)
- Vermell apart. Art contemporani xinès, Fundació Joan Miró, Barcelona (2008)

## Llibres publicats
Malet ha publicat diverses monografies sobre l'artista. Entre elles cal destacar: 
- Joan Miró, Edicions Polígrafa, Barcelona (1983). Reedició 2003.
- Obra de Joan Miró, Editor Fundació Joan Miró, Barcelona (1988)
- Joan Miró. Una biografia, Col·lecció Pere Vergés de biografies, Edicions 62, Barcelona (1992)
- Joan Miró. Apunts d'una col·lecció (Obres de la col·lecció de la Gallery K. AG), Fundació Joan Miró, Barcelona (2003)[9]
- Joan Miró. Au-delà de la peinture, Fondation Marguerite et Aimé Maeght éditeur, Saint-Paul de Vence (2019)

També ha publicat diversos articles per a catàlegs d'exposicions temporals celebrades a museus com el Moderna Museet, el Louisiana Museum of Modern Art o el Museu Nacional d'Art de Catalunya, entre molts d'altres.